# Terence Hill
Pour les articles homonymes, voir Hill.
Terence Hill, né Mario Girotti le 29 mars 1939 à Venise, est un acteur, réalisateur, scénariste et producteur italien.
Il a débuté au cinéma sous son vrai nom, Mario Girotti, avant d'adopter son nom de scène Terence Hill en 1967.
Il est connu pour les comédies d'action, notamment les « western spaghetti », qu'il a tournés en duo avec Bud Spencer. Il a également été la vedette de nombreux autres films, et aussi de séries comme Un sacré détective.

## Biographie

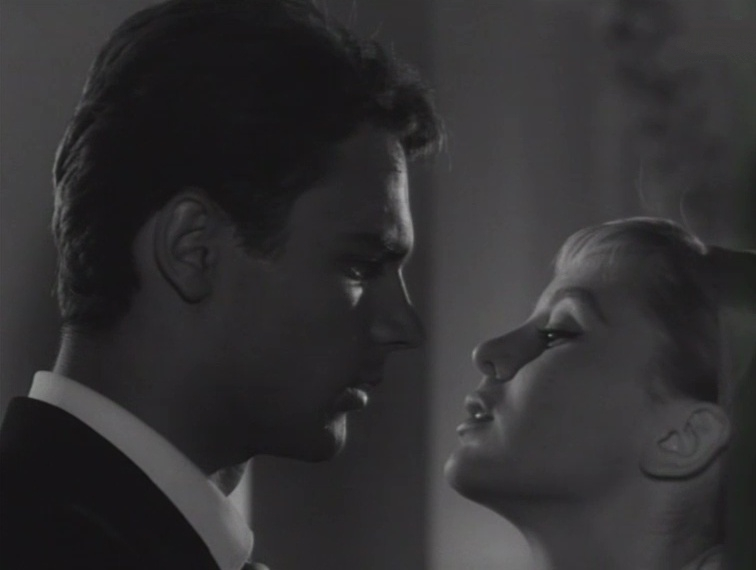
Mario Girotti dans l’un de ses premiers films en noir et blanc.

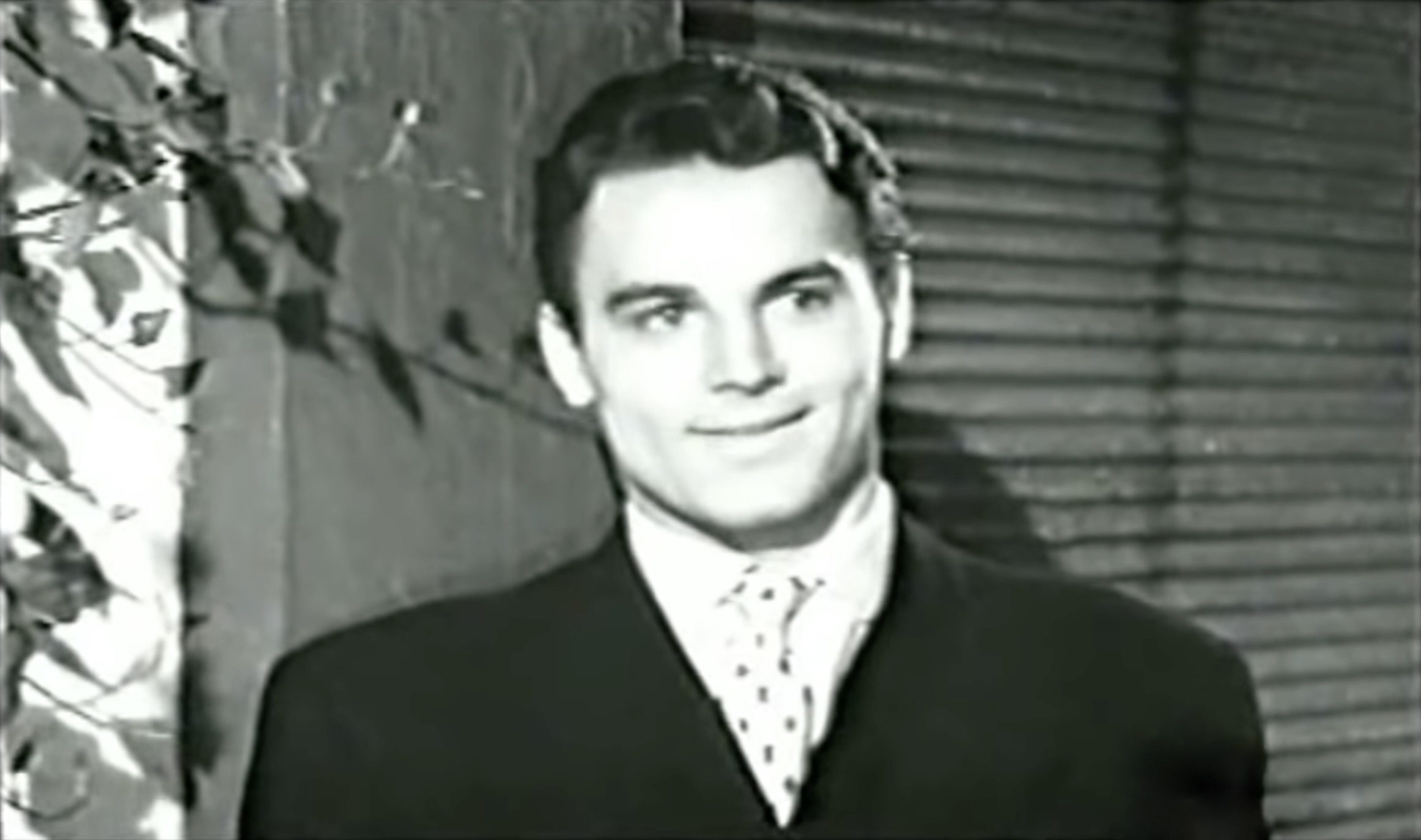
Dans Bambino (1956).

### Jeunesse, famille et formation
Mario Girotti, naît le 29 mars 1939 à Venise, d'un père italien, Girolamo Girotti, chimiste de formation, et d'une mère allemande, Hildegard Thieme.
Il est le cadet d'une fratrie de trois garçons. Enfant, il vit dans le village de Lommatzsch en Allemagne d'où il observe le bombardement de Dresde à la fin de la Seconde Guerre mondiale.
Installé à Rome avec sa famille, il fait de la natation de compétition aux côtés de Carlo Pedersoli (le futur Bud Spencer). En 1951, alors âgé de 12 ans, il est remarqué lors d'une compétition par le réalisateur Dino Risi qui lui offre un petit rôle dans son premier film, Vacanze col gangster.
Il a également pratiqué la boxe et la gymnastique artistique entre 10 et 19 ans, réalisant d'excellentes prestations dans tous ces sports.
Il suit des études littéraires[réf. souhaitée].

### Carrière cinématographique

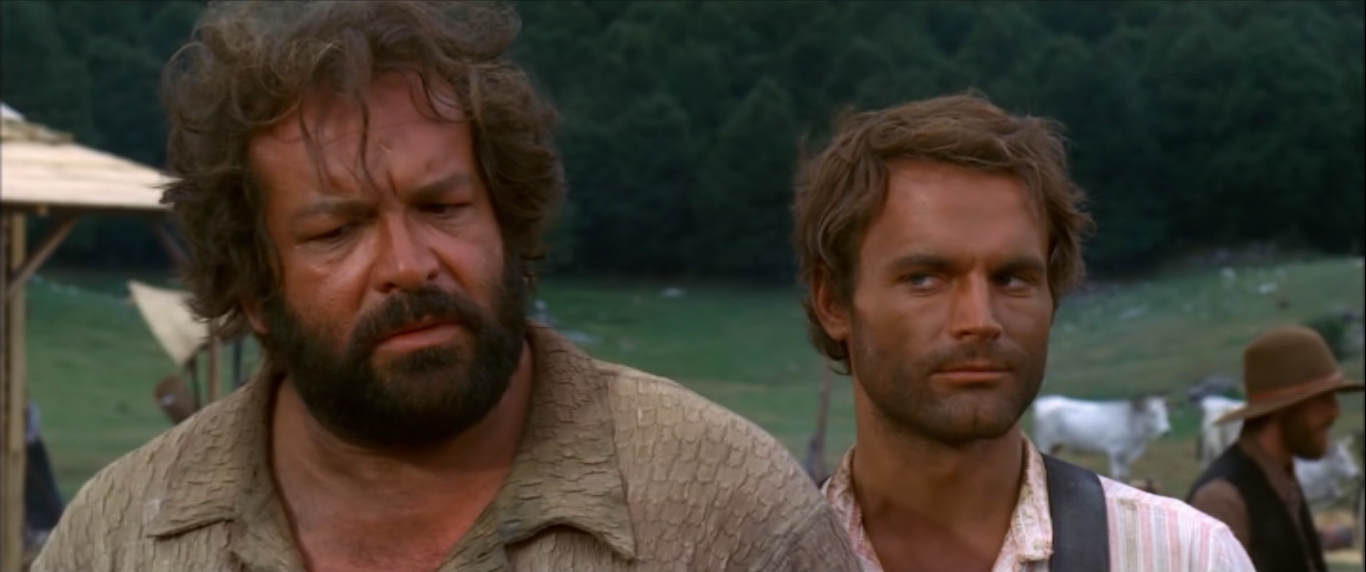
Terence Hill (à droite) avec Bud Spencer dans On l'appelle Trinita (1970)

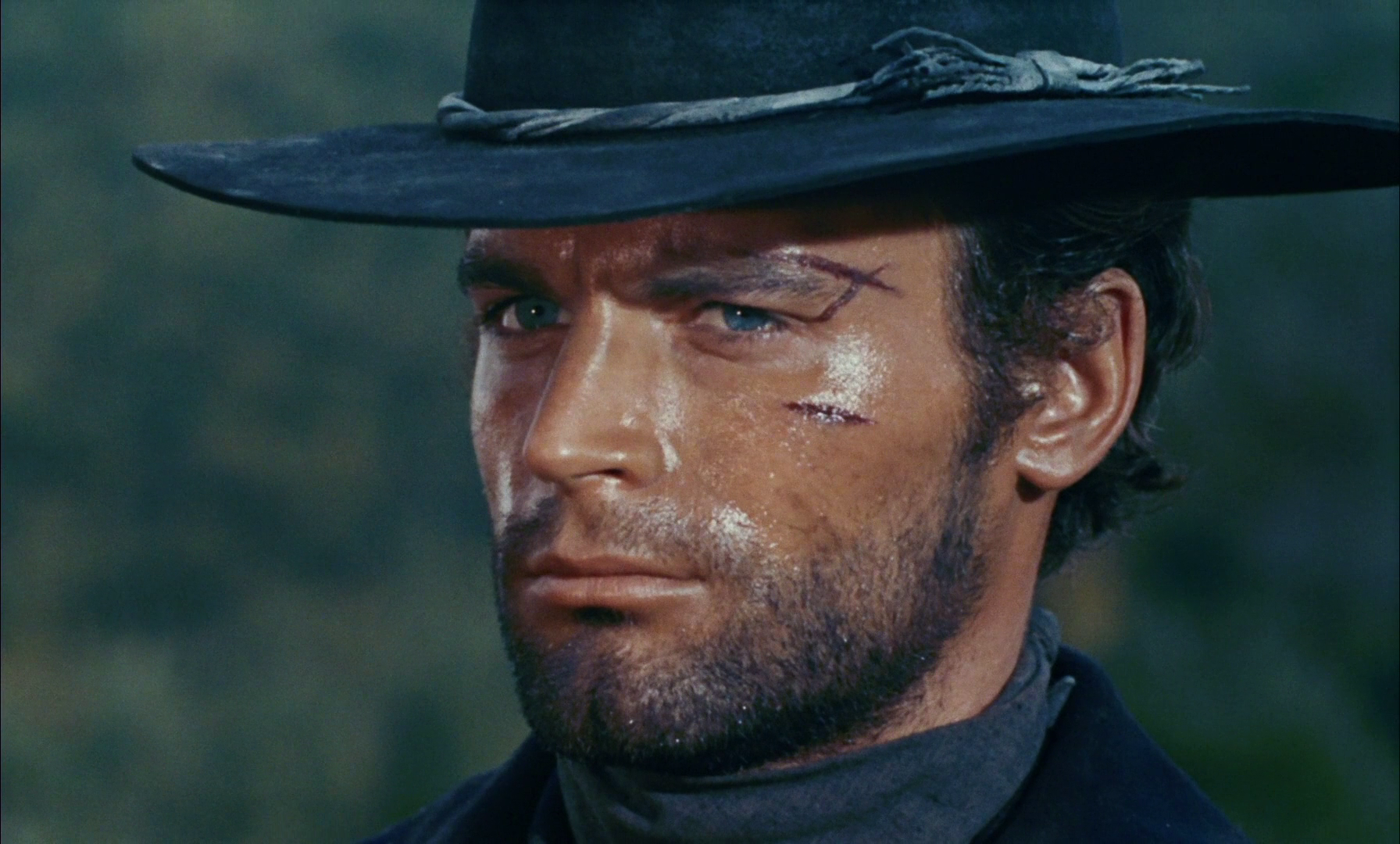
Dans le rôle de Django dans Django, prépare ton cercueil ! (1968).

Mario Girotti tourne dans 27 films en Italie, obtenant un second rôle dans le film Le Guépard (1963) de Luchino Visconti.
En 1964, revenu en Allemagne, il tourne dans plusieurs séries d'aventure et des westerns, d'après des nouvelles de l'auteur allemand Karl May. En 1967, il retourne en Italie pour jouer dans Dieu pardonne… moi pas ! (1968). C'est sur ce tournage qu'il retrouve Carlo Pedersoli, devenu Bud Spencer et, suivant son exemple, change son nom en Terence Hill, la convention voulant alors que les acteurs italiens de western spaghettis utilisent des pseudonymes anglophones pour faciliter l'exportation des films.
Dans les années suivantes, il joue dans des films d'action et westerns avec son partenaire Bud Spencer. Le duo remporte un certain succès en Italie et ailleurs, avec des films de série B dont les plus connus sont le western de 1971 Lo chiamavano Trinità (On l'appelle Trinita) et sa suite de 1972 Continuavano a chiamarlo Trinità (On continue à l'appeler Trinita), puis …più forte ragazzi! (Maintenant, on l'appelle Plata).
En 1973, il joue avec Henry Fonda dans Mon nom est Personne (Il mio nome è nessuno), produit par Sergio Leone, avec comme compositeur de la musique Ennio Morricone. Terence Hill considère ce film comme son préféré. Il joue également le rôle de Lucky Luke dans un film qu'il réalise en 1991.
Depuis 2000, il incarne le bon prêtre Don Matteo dans la série télévisée italienne Un sacré détective, diffusée sur Rai Uno.
Après avoir vécu plusieurs années aux États-Unis, il revient vivre en Italie, son pays natal, dans la ville de Gubbio. Il continue à tourner et à se produire dans des séries TV italiennes dont le succès ne se tarit pas, au vu des fortes audiences régulières affichées à chaque rediffusion de celles-ci, notamment sur la Rai Uno.
En 2018, il est invité à se produire sur le parquet de l'émission Ballando con le stelle (la version italienne comparable à Danse avec les stars).

### Vie privée
Il est marié depuis 1967 à Lori Zwicklbauer, Américaine d'origine allemande, avec qui il a eu un fils, Jess Hill, né en 1969. Le couple a ensuite adopté un garçon allemand, Ross Hill, né en 1973 et décédé en 1990 accidentellement dans le Massachusetts. À la suite de cette perte, Terence Hill traverse une longue période de dépression.
Après avoir vécu plus de trente ans aux États-Unis avec sa femme, il s'installe définitivement à Gubbio, ville à laquelle il s'est attaché après y avoir séjourné régulièrement en raison du tournage de la série télévisée Un sacré détective.

## Filmographie

### Cinéma

#### Acteur et réalisateur
- 1984 : Don Camillo, et joue le rôle de don Camillo
- 1991 : Lucky Luke, et joue le rôle de Lucky Luke
- 1994 : Petit Papa Baston (Botte di Natale), et joue le rôle de Trévis
- 2009 : Doc West, et joue le rôle de Doc West
- 2012 : Doc West 2 : L'Homme à la gâchette (Doc West: La sfida), et joue le rôle de Doc West
- 2018 : Il mio nome è Thomas, et joue le rôle de Thomas

#### Acteur
sous le nom de Mario Girotti :
- 1951 : Vacanze col gangster de Dino Risi : Gianni
- 1952 : La Maison du silence (La voce del silenzio) de Georg Wilhelm Pabst
- 1953 : Les Amants de Villa Borghese (Villa Borghese) de Vittorio De Sica
- 1955 : Divisione Folgore de Duilio Coletti
- 1955 : La Veine d'or (La Vena d'oro) de Mauro Bolognini
- 1955 : Les Égarés (Gli sbandati) de Francesco Maselli
- 1956 : De mère inconnue (Mamma sconosciuta) de Carlo Campogalliani
- 1956 : I vagabondi delle stelle (it) de Nino Stresa (it)
- 1956 : Bambino (Guaglione) de Giorgio Simonelli : Franco Danieli
- 1957 : Lazzarella, petite canaille (Lazzarella) de Carlo Ludovico Bragaglia : Luciano Pico
- 1957 : Un dénommé Squarcio de Gillo Pontecorvo
- 1958 : L'Épée et la Croix (La spada e la croce) de Carlo Ludovico Bragaglia
- 1958 : Anna de Brooklyn (Anna di Brooklyn) de Vittorio De Sica et Carlo Lastricati (it)
- 1959 : Le Maître de forges (Il padrone della ferriere)
- 1959 : Cerasella de Raffaello Matarazzo : Bruno
- 1959 : Spavaldi e innamorati (it) de Giuseppe Vari
- 1959 : Carthage en flammes de Carmine Gallone : Tsour
- 1959 : Pousse pas grand-père dans les orties de Mauro Morassi
- 1959 : Annibal de Carlo Ludovico Bragaglia : Quintilius ; la distribution comprenait également Bud Spencer (Carlo Pedersoli), bien que le duo n'ait pas de scène ensemble
- 1960 : L'Esclave du pharaon (Giuseppe venduto dai fratelli) d'Irving Rapper et Luciano Ricci
- 1960 : Un de la réserve de Steno
- 1961 : Les Mille et Une Nuits d'Henry Levin et Mario Bava
- 1961 : Ave Maria (Pecado de amor) de Luis César Amadori : Angel Vega
- 1962 : Giuseppe venduto dai fratelli de Luciano Ricci
- 1962 : Le Corsaire de la reine (Il dominatore dei sette mari) de Rudolph Maté et Primo Zeglio
- 1963 : Le Jour le plus court (Il giorno più corto) de Sergio Corbucci
- 1963 : Le Guépard (Il gattopardo) de Luchino Visconti : le Comte Cavriaghi
- 1964 : Le Trésor des montagnes bleues (Winnetou 2. Teil) d'Harald Reinl : Lt. Robert Merril
- 1964 : Parmi les vautours (Unter Geiern) d'Alfred Vohrer : Baker Jr.
- 1965 : Du suif dans l'Orient-Express d'Alfred Weidenmann : Enrico
- 1965 : L'Appât de l'or noir (Der Ölprinz) d'Harald Philipp : Richard Forsythe
- 1965 : Old Surehand d'Alfred Vohrer
- 1966 : La Vengeance de Siegfried (Die Nibelungen) d'Harald Reinl : Giselher
- 1967 : Io non protesto, io amo de Ferdinando Baldi : Gabriele
- 1967 : La Grosse Pagaille (La Feldmarescialla) de Steno : Professeur Giuliano Fineschi

sous le nom de Terence Hill :

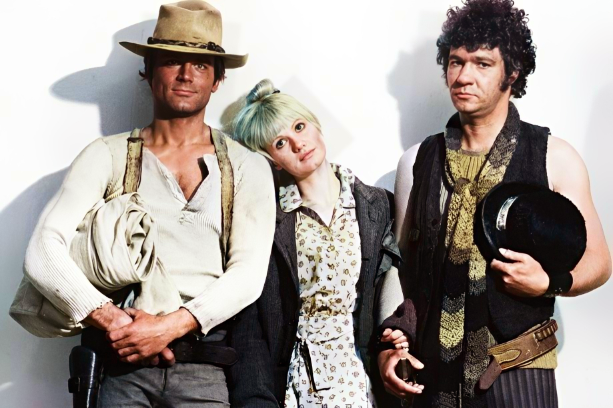
Aux côtés de Miou-Miou et de Robert Charlebois dans Un génie, deux associés, une cloche (1975).

- 1967 : T'as le bonjour de Trinita (Little Rita nel west) de Ferdinando Baldi : Trinita
- 1968 : Django, prépare ton cercueil ! (Preparati la bara!) de Ferdinando Baldi : Django
- 1970 : Trinita voit rouge (La collera del vento) de Mario Camus : Marco
- 1972 : Et maintenant, on l'appelle El Magnifico (…e poi lo chiamarono il Magnifico) d'Enzo Barboni : Sir Thomas Moore
- 1972 : Manœuvres criminelles d'un procureur de la République (Il vero è il falso) d'Eriprando Visconti : Marco Manin
- 1973 : Mon nom est Personne (Il mio nome è Nessuno) de Tonino Valerii : Personne
- 1975 : Un génie, deux associés, une cloche (Un genio, due compari, un pollo) de Damiano Damiani : Joe Thanks (Joe Merci en VF)
- 1977 : Il était une fois la Légion (March or Die) de Dick Richards : Marco Segrain
- 1977 : On m'appelle Dollars (Mister Miliardo) de Jonathan Kaplan : Guido Falcone
- 1979 : Org de Fernando Birri : Zohommm
- 1980 : Un drôle de flic (Poliziotto superpiù) de Sergio Corbucci : Dave Speed
- 1984 : Don Camillo de Terence Hill : Don Camillo
- 1987 : Renegade (Renegade — Un osso troppo duro) d'Enzo Barboni : Luke Mantie
- 1991 : Lucky Luke de Terence Hill : Lucky Luke
- 1997 : Cyberflic (Potenza virtuale) d'Antonio Margheriti : Skims
- 2009 : Doc West de Terence Hill et Giulio Base : Doc West
- 2009 : L'Homme à la gâchette (Doc West: La sfida) de Terence Hill et Giulio Base : Doc West
- 2018 : Il mio nome è Thomas de Terence Hill : Thomas
- 2026 : Mon nom est Personne 2 (Il mio nome è Nessuno 2) : Personne (Tournage prévu à l'automne 2025)

#### Avec Bud Spencer
Les deux acteurs ont tourné dix-sept films ensemble (en vidéo, seize sortis en France en DVD — il manque Les Deux Missionnaires toujours inédit en DVD, sorti en VHS). Ils faisaient également partie du casting de Annibal de Carlo Ludovico Bragaglia (1959), bien que le duo n'ait pas de scène ensemble.

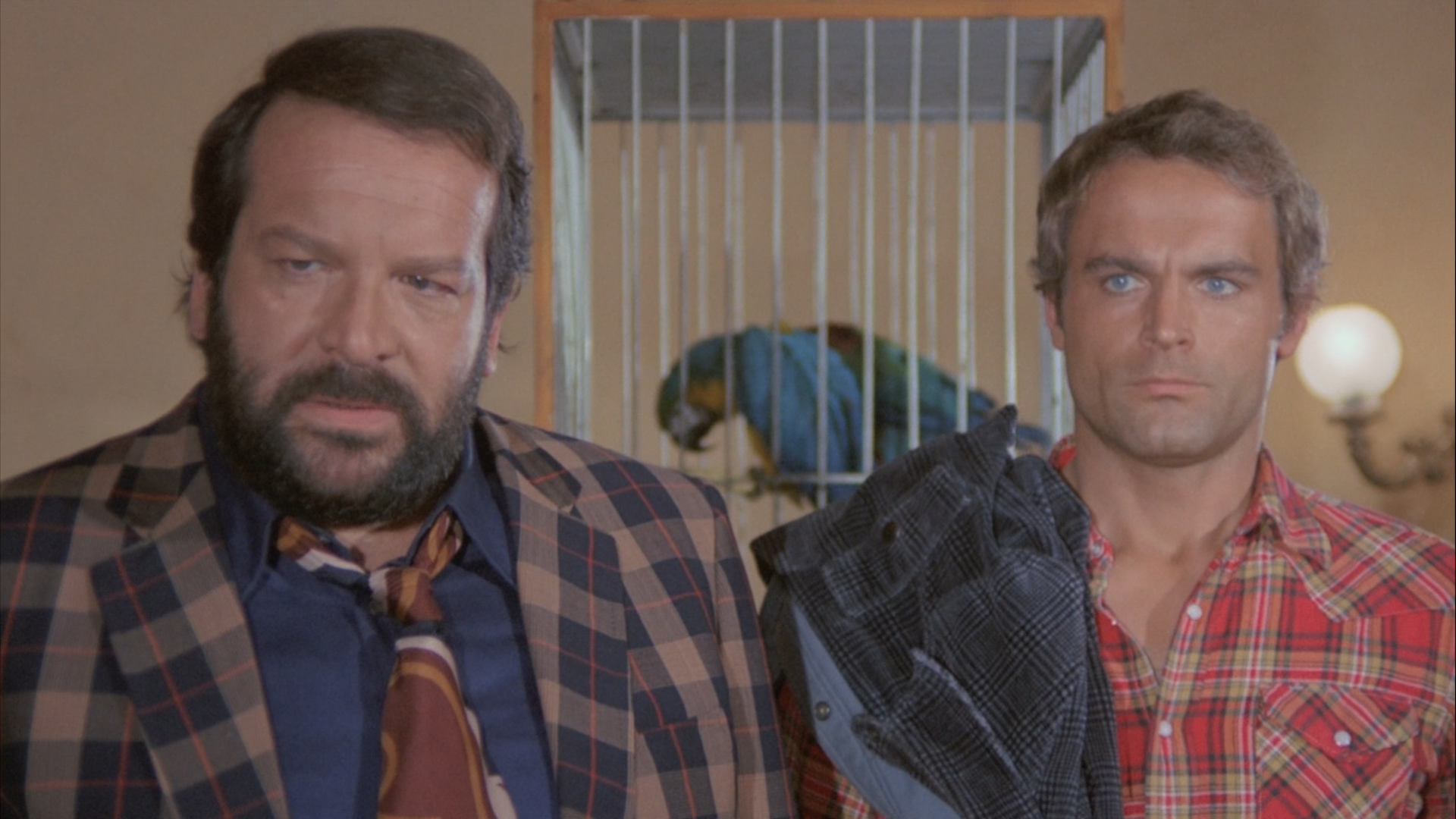
Bud Spencer et Terrence Hill dans Attention, on va s'fâcher ! (1974).

- 1967 : Dieu pardonne… moi pas !, (Dio perdona… Io no!) de Giuseppe Colizzi : Cat Stevens
- 1968 : Les Quatre de l'Ave Maria (I Quattro dell'Ave Maria) de Giuseppe Colizzi : Cat Stevens
- 1969 : La Colline des bottes (La Collina degli stivali) de Giuseppe Colizzi : Cat Stevens
- 1970 : On l'appelle Trinita (Lo chiamavano Trinità) de Enzo Barboni : Trinita
- 1971 : On continue à l'appeler Trinita (…continuavano a chiamarlo Trinità) de Enzo Barboni : Trinita
- 1971 : Le Corsaire noir (Il corsaro nero) de Lorenzo Gicca Palli : Blackie
- 1972 : Maintenant, on l'appelle Plata (Più forte, ragazzi!) de Giuseppe Colizzi : Plata
- 1974 : Attention, on va s'fâcher ! (Altrimenti ci arrabbiamo) de Marcello Fondato : Kid
- 1974 : Les Deux Missionnaires (Porgi l'altra guancia) de Franco Rossi : Père J.
- 1977 : Deux Super-flics (I due superpiedi quasi piatti) de Enzo Barboni : Matt Kirby
- 1978 : Pair et Impair (Pari e dispari) de Sergio Corbucci : Johnny Firpo
- 1979 : Cul et Chemise (Io sto con gli ippopotami) de Italo Zingarelli : Slim
- 1981 : Salut l'ami, adieu le trésor (Chi trova un amico, trova un tesoro) de Sergio Corbucci: Alan
- 1983 : Quand faut y aller, faut y aller (Nati con la camicia) de Enzo Barboni : Rosco Frazer alias Steinberg
- 1984 : Attention les dégâts ! (Non c'è due senza quattro) de Enzo Barboni : Eliot Vance / Bastiano Coimbra de la Coronilla y Azevedo
- 1985 : Les Super-flics de Miami (Miami Supercops-I poliziotti dell'ottava strada) de Bruno Corbucci : Doug Bennett
- 1994 : Petit Papa Baston (Botte di Natale) de Terence Hill : Travis

### Télévision
- 1992 : Lucky Luke, la série télévisée : Lucky Luke (en 8 épisodes)
- 2006 : L'uomo che sognava con le aquile (it) (téléfilm) de Vittorio Sindoni : Rocco
- 2008 : L'uomo che cavalcava nel buio (it) (téléfilm) de Salvatore Basile (es) : Rocco
- 2011 - 2015 : Un passo dal cielo (série télévisée, 44 épisodes) : Pietro un garde forestier
- 2000 - 2022 : Un sacré détective (Don Matteo) (série télévisée, 260 épisodes) : Don Matteo Bondini un prêtre

## Doublages étrangers

### Voix italienne
Bien qu'il soit italien, Terence Hill ne postsynchronisait pas sa propre voix dans la version italienne des films en duo avec Bud Spencer. De ce fait, la voix de Hill fut doublée par le comédien Pino Locchi (it).

### Voix françaises
En France, Dominique Paturel a été la voix française la plus régulière de Terence Hill.